# Michel Brusseaux
Michel Brusseaux (* 19. März 1913 in Oran; † 28. Februar 1986 auf Korsika) war ein französischer Fußballspieler.

## Vereinskarriere
Der 178 Zentimeter große Stürmer Brusseaux, der bevorzugt auf dem linken Flügel eingesetzt wurde, wuchs im französisch besetzten Algerien auf und spielte als junger Erwachsener für einen Klub aus Hammam Bou Hadjar. Der Spieler, der beidfüßig war und als stark im Umgang mit dem Ball galt, ging 1936 ins französische Mutterland und wurde in die Mannschaft des Zweitligisten OGC Nizza aufgenommen. Der damals 23-Jährige entwickelte sich schnell zum festen Bestandteil der ersten Elf und zeigte derart gute Leistungen, dass er 1937 vom Erstligisten FC Sète abgeworben wurde. Bei diesem avancierte er direkt zum Stammspieler und stellte mit zehn Treffern in der Saison 1937/38 seine Qualitäten als Torjäger unter Beweis. Nach einem dritten Platz 1938 war er 1939 bei Sète Teil der französischen Meistermannschaft. 
Direkt im Anschluss an den Titelgewinn wechselte er 1939 zur AS Saint-Étienne. Bedingt durch den Zweiten Weltkrieg wurde der reguläre Spielbetrieb eingestellt und Brusseaux konnte nur kurz an der inoffiziell weitergeführten Austragung der Meisterschaft teilnehmen, ehe er ins Militär einberufen wurde. Im Verlauf des Krieges geriet er in deutsche Gefangenschaft. Während der Spielzeit 1944/45 stand er wieder für Saint-Étienne auf dem Platz und erlebte im Sommer 1945 den Wiederbeginn des offiziellen Spielbetriebs mit. In der Saison 1945/46 gelangen ihm nochmals zehn Tore, mit denen er seinen Beitrag zum zweiten Tabellenplatz seiner Mannschaft leistete. 1947 wechselte er zum Ligarivalen FC Nancy. Trotz seines verhältnismäßig hohen Alters nahm er auch dort einen Stammplatz ein, bevor er 1948 mit 35 Jahren nach 131 Erstligapartien mit 41 Toren, 22 Zweitligapartien mit neun Toren und fünf weiteren inoffiziellen Erstligapartien mit drei Toren seine Profilaufbahn beendete. Danach spielte er für die US Lodève und zog schließlich nach Korsika, wo er über sein 40. Lebensjahr hinaus für den FCC Bastia auf dem Platz stand. Von 1958 bis 1959 trainierte er die unter Amateurbedingungen antretende Mannschaft des AC Ajaccio. Die weitere Zeit seines Lebens verbrachte er auf Korsika. Er starb 1986 im Alter von 72 Jahren und wurde in Vivario auf Korsika begraben.

## Nationalmannschaft
Brusseaux war 25 Jahre alt, als er am 26. Mai 1938 bei einer 2:4-Niederlage in einem Freundschaftsspiel gegen England zu seinem Debüt in der französischen Nationalelf kam. Wenig später wurde er in den Kader zur Weltmeisterschaft 1938 berufen, wurde aber im Verlauf des Turniers nicht aufgeboten und musste das Ausscheiden seiner Mannschaft im Viertelfinale hinnehmen. Anschließend trug er kein weiteres Mal das Trikot seines Landes, womit er nicht über ein bestrittenes Länderspiel hinauskam.